# 나카치 마이
나카치 마이(일본어: 中地 舞, 1980년 12월 16일 ~ )는 일본의 은퇴한 여자 축구 선수이다.

## 국가대표팀 경력
그녀는 1997년 AFC 여자 축구 선수권 대회에 참가할 일본 국가대표팀에 발탁되었으며, 12월 5일 괌와의 경기에서 데뷔했다. 1998년과 2002년 아시안 게임 동메달 획득, 2001년 AFC 여자 축구 선수권 대회 준우승, 2008년 동아시아 축구 선수권 대회 우승. 1999년과 2003년 FIFA 여자 월드컵에도 출전했다. 그녀는 2008년까지 국제 A매치 30경기에 출전했다.

## 통계
| 일본 | 일본 | 일본 |
| 연도 | 출전 | 득점 |
| ---- | ---- | ---- |
| 1997 | 2    | 0    |
| 1998 | 5    | 0    |
| 1999 | 3    | 0    |
| 2000 | 1    | 0    |
| 2001 | 8    | 0    |
| 2002 | 5    | 0    |
| 2003 | 5    | 0    |
| 2004 | 0    | 0    |
| 2005 | 0    | 0    |
| 2006 | 0    | 0    |
| 2007 | 0    | 0    |
| 2008 | 1    | 0    |
| 통산 | 30   | 0    |